# Distré
Distré est une commune française située dans le département de Maine-et-Loire, en région Pays de la Loire.

## Géographie

### Localisation
Commune angevine du Saumurois, Distré se situe au nord du Coudray-Macouard, sur la route D 347 (ex-N 147), Saumur - Le Coudray Macouard.
Hameaux : Cave Grolleau et Pocé au nord, Munet à l'est du village et Chétigné à l'ouest.

### Climat
Pour des articles plus généraux, voir Climat des Pays de la Loire et Climat de Maine-et-Loire.
En 2010, le climat de la commune est de type climat océanique altéré, selon une étude du CNRS s'appuyant sur une série de données couvrant la période 1971-2000. En 2020, Météo-France publie une typologie des climats de la France métropolitaine dans laquelle la commune est exposée à un climat océanique et est dans la région climatique Moyenne vallée de la Loire, caractérisée par une bonne insolation (1 850 h/an) et un été peu pluvieux.
Pour la période 1971-2000, la température annuelle moyenne est de 12 °C, avec une amplitude thermique annuelle de 14,5 °C. Le cumul annuel moyen de précipitations est de 646 mm, avec 11,1 jours de précipitations en janvier et 6,1 jours en juillet. Pour la période 1991-2020, la température moyenne annuelle observée sur la station météorologique de Météo-France la plus proche, « Mont-Bellay-Inra », sur la commune de Montreuil-Bellay à 11 km à vol d'oiseau, est de 12,8 °C et le cumul annuel moyen de précipitations est de 616,3 mm,. Pour l'avenir, les paramètres climatiques de la commune estimés pour 2050 selon différents scénarios d'émission de gaz à effet de serre sont consultables sur un site dédié publié par Météo-France en novembre 2022.

## Urbanisme

### Typologie
Au 1er janvier 2024, Distré est catégorisée commune rurale à habitat dispersé, selon la nouvelle grille communale de densité à sept niveaux définie par l'Insee en 2022.
Elle est située hors unité urbaine. Par ailleurs la commune fait partie de l'aire d'attraction de Saumur, dont elle est une commune de la couronne,. Cette aire, qui regroupe 31 communes, est catégorisée dans les aires de 50 000 à moins de 200 000 habitants,.

### Occupation des sols
L'occupation des sols de la commune, telle qu'elle ressort de la base de données européenne d’occupation biophysique des sols Corine Land Cover (CLC), est marquée par l'importance des territoires agricoles (75,8 % en 2018), en diminution par rapport à 1990 (84,4 %). La répartition détaillée en 2018 est la suivante : 
terres arables (49,1 %), zones agricoles hétérogènes (19 %), forêts (9,7 %), cultures permanentes (7,8 %), zones urbanisées (7,1 %), zones industrielles ou commerciales et réseaux de communication (6 %), milieux à végétation arbustive et/ou herbacée (1,4 %). L'évolution de l’occupation des sols de la commune et de ses infrastructures peut être observée sur les différentes représentations cartographiques du territoire : la carte de Cassini (XVIIIe siècle), la carte d'état-major (1820-1866) et les cartes ou photos aériennes de l'IGN pour la période actuelle (1950 à aujourd'hui).

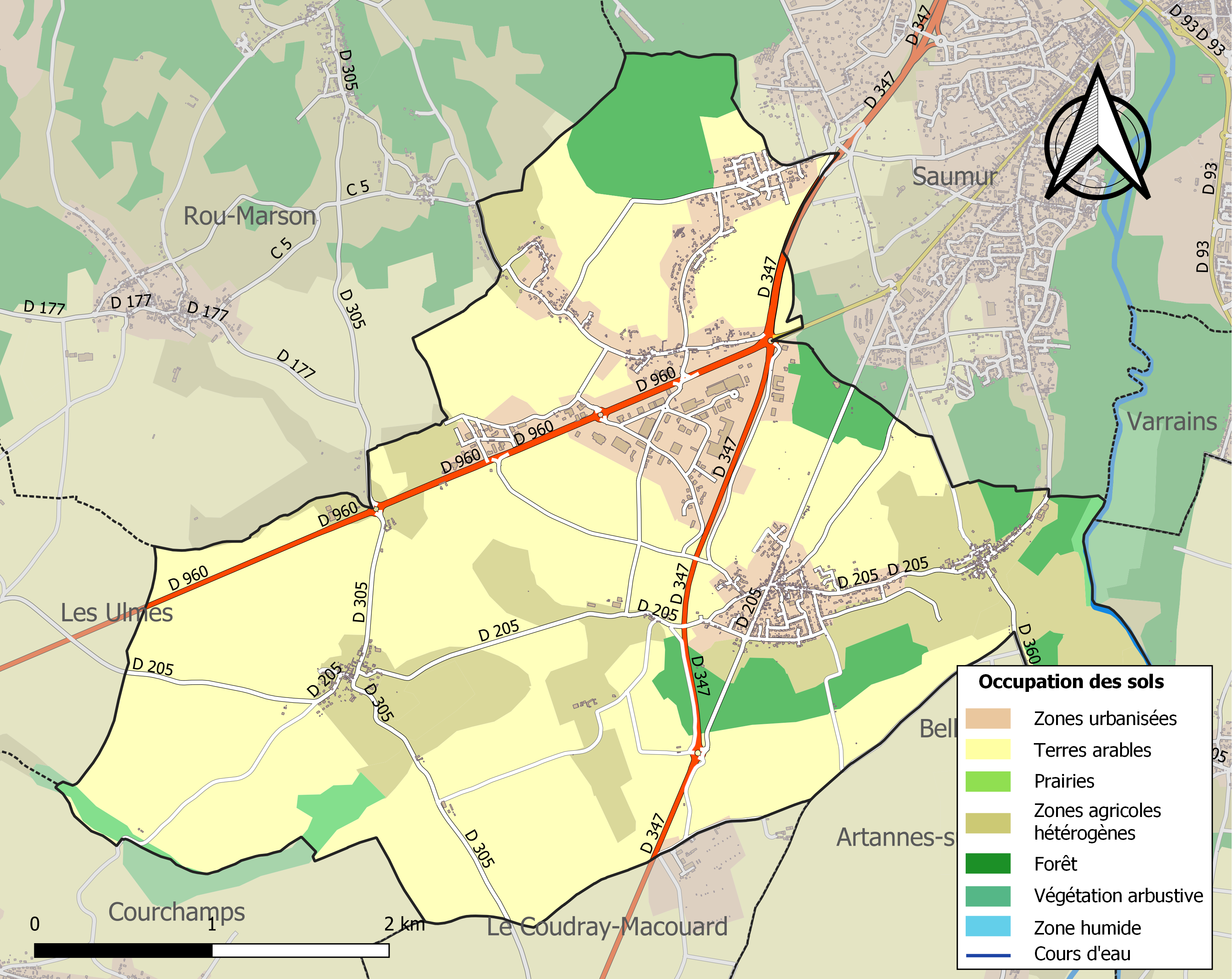
Carte des infrastructures et de l'occupation des sols de la commune en 2018 (CLC).

## Toponymie et héraldique

### Toponymie
Distriacus en 987-1060, Ecclesia de Distreio en 1130.

### Héraldique
| Blason de Distré | Blason  | Écartelé: au 1er d'azur au dolmen au naturel, au 2e de gueules à trois épis de blé en bouquet, tigés et feuillés d'or, au 3e de gueules à la grappe de raisin tigée et feuillée d'or, au 4e d'azur à la fleur de lis d'or ; à la lettre majuscule cursive D d'or brochant en abîme. |
| Blason de Distré | Détails | Le statut officiel du blason reste à déterminer. |

## Histoire
Au XVIIIe siècle, Distré est du diocèse d'Angers, archidiaconé d'Outre-Loire, archiprêtré de Saumur, et dépend de la subdélégation et de l'élection de Saumur.

## Politique et administration

### Administration municipale
| Période                                  | Période                     | Identité             | Étiquette | Qualité                                                                                           |
| ---------------------------------------- | --------------------------- | -------------------- | --------- | ------------------------------------------------------------------------------------------------- |
| 1790                                     |                             | René-Gilles Dandenac |           |                                                                                                   |
| 1800                                     |                             | Girault              |           |                                                                                                   |
| 1808                                     |                             | Alexandre Fournier   |           |                                                                                                   |
| 1820                                     |                             | Jacques Burry        |           |                                                                                                   |
| 1840                                     |                             | Jean Barrier         |           |                                                                                                   |
| 1848                                     |                             | Alexandre Fournier   |           |                                                                                                   |
| 1859                                     |                             | René Patry           |           |                                                                                                   |
| 1865                                     |                             | Armand Perreau       |           |                                                                                                   |
| 1878                                     |                             | Victor Biory         |           |                                                                                                   |
| 1881                                     |                             | Jacques Bury         |           |                                                                                                   |
| 1888                                     |                             | Charles Gagneux      |           |                                                                                                   |
| 1900                                     |                             | Reveau-Chasle        |           |                                                                                                   |
| 1904                                     |                             | Eugène Bury          |           |                                                                                                   |
| 1925                                     |                             | René Perreau         |           |                                                                                                   |
| 1945                                     |                             | François Prieur      |           |                                                                                                   |
| 1947                                     |                             | Lucien Jacquemin     |           |                                                                                                   |
| 1971                                     |                             | Albert Barthoulat    |           |                                                                                                   |
| 1988                                     |                             | André Thibault       |           |                                                                                                   |
| 1999                                     | En cours (au 1er juin 2020) | Éric Touron,         | UDI (PR)  | Agent immobilier Ancien président du Grand Saumurois Suppléant du député Michel Piron (2002-2007) |
| Les données manquantes sont à compléter. |                             |                      |           |                                                                                                   |

### Intercommunalité
La commune est membre de la communauté d'agglomération Saumur Val de Loire.

## Population et société

### Démographie

#### Évolution démographique
L'évolution du nombre d'habitants est connue à travers les recensements de la population effectués dans la commune depuis 1793. Pour les communes de moins de 10 000 habitants, une enquête de recensement portant sur toute la population est réalisée tous les cinq ans, les populations de référence des années intermédiaires étant quant à elles estimées par interpolation ou extrapolation. Pour la commune, le premier recensement exhaustif entrant dans le cadre du nouveau dispositif a été réalisé en 2004.

En 2022, la commune comptait 1 812 habitants, en évolution de +8,31 % par rapport à 2016 (Maine-et-Loire : +2,12 %, France hors Mayotte : +2,11 %).
| 1793 | 1800 | 1806 | 1821 | 1831 | 1836 | 1841 | 1846 | 1851 |
| ---- | ---- | ---- | ---- | ---- | ---- | ---- | ---- | ---- |
| 405  | 498  | 486  | 660  | 740  | 791  | 754  | 809  | 780  |

| 1856 | 1861 | 1866 | 1872 | 1876 | 1881 | 1886 | 1891 | 1896 |
| ---- | ---- | ---- | ---- | ---- | ---- | ---- | ---- | ---- |
| 770  | 785  | 766  | 732  | 765  | 716  | 750  | 685  | 682  |

| 1901 | 1906 | 1911 | 1921 | 1926 | 1931 | 1936 | 1946 | 1954 |
| ---- | ---- | ---- | ---- | ---- | ---- | ---- | ---- | ---- |
| 670  | 663  | 676  | 587  | 617  | 655  | 648  | 664  | 745  |

| 1962 | 1968 | 1975 | 1982 | 1990  | 1999  | 2004  | 2006  | 2009  |
| ---- | ---- | ---- | ---- | ----- | ----- | ----- | ----- | ----- |
| 792  | 831  | 983  | 964  | 1 098 | 1 217 | 1 348 | 1 363 | 1 646 |

| 2014  | 2019  | 2022  | - | - | - | - | - | - |
| ----- | ----- | ----- | - | - | - | - | - | - |
| 1 671 | 1 732 | 1 812 | - | - | - | - | - | - |

#### Pyramide des âges
La population de la commune est relativement jeune.
En 2018, le taux de personnes d'un âge inférieur à 30 ans s'élève à 34,2 %, soit en dessous de la moyenne départementale (37,2 %). À l'inverse, le taux de personnes d'âge supérieur à 60 ans est de 24,1 % la même année, alors qu'il est de 25,6 % au niveau départemental.
En 2018, la commune comptait 852 hommes pour 871 femmes, soit un taux de 50,55 % de femmes, légèrement inférieur au taux départemental (51,37 %).
Les pyramides des âges de la commune et du département s'établissent comme suit.
| Hommes | Classe d’âge | Femmes |
| ------ | ------------ | ------ |
| 0,1    | 90 ou +      | 0,7    |
| 6,3    | 75-89 ans    | 4,8    |
| 18,5   | 60-74 ans    | 17,8   |
| 23,4   | 45-59 ans    | 24,8   |
| 16,6   | 30-44 ans    | 18,6   |
| 13,8   | 15-29 ans    | 12,2   |
| 21,4   | 0-14 ans     | 21,0   |

| Hommes | Classe d’âge | Femmes |
| ------ | ------------ | ------ |
| 0,9    | 90 ou +      | 2,1    |
| 7      | 75-89 ans    | 9,5    |
| 16,2   | 60-74 ans    | 16,9   |
| 19,4   | 45-59 ans    | 18,7   |
| 18,2   | 30-44 ans    | 17,5   |
| 18,8   | 15-29 ans    | 17,6   |
| 19,5   | 0-14 ans     | 17,6   |

## Économie
Sur 177 établissements présents sur la commune à fin 2010, 10 % relèvent du secteur de l'agriculture (pour une moyenne de 17 % sur le département), 8 % du secteur de l'industrie, 12 % du secteur de la construction, 66 % de celui du commerce et des services et 4 % du secteur de l'administration et de la santé. Cinq ans plus tard, en 2015, sur les 209 établissements présents, 5 % relèvent du secteur de l'agriculture (pour une moyenne de 11 % sur le département), 7 % du secteur de l'industrie, 8 % de celui de la construction, 74 % du secteur du commerce et des services et 6 % de celui de l'administration et de la santé.

## Culture locale et patrimoine

### Lieux et monuments
- Château de Pocé ;
- Église Notre-Dame de Chétigné ;
- Église Saint-Julien des XIe et XIIe siècles avec un clocher tors, dont la torsion semble être causée par un défaut de construction ;
- Ensemble mégalithique du Bois de la Chenaise;
- Dolmen dit La Pierre Couverte de la Vacherie.